# 浅野部隊
浅野部隊（あさのぶたい）は、満州国軍にあった白系ロシア人部隊の通称。関東軍の指導を受け、対ソビエト連邦の諜報・破壊工作を目的に編成された。通称名は初代部隊長浅野節（あさの まこと）にちなむ。

## 背景
1917年のロシア革命とそれに続くロシア内戦により本国を離れ、満州国内に居住していた白系ロシア人（白系露人）は約7万人であった。その居住分布は ハルビン近郊に約3万人、ハイラル周辺に約2万人、牡丹江周辺に約1万人となっていた。関東軍のハルビン特務機関は対ソ連情報活動や、有事の際に利用できるようにするためにも白系ロシア人を統一把握したいと考え、1934年に白系露人事務局を設立しその内面指導をおこなっていた。
また、関東軍の対ソ作戦計画の基本は「西（北）守・東攻」であり、北正面においてシベリア鉄道が満ソ国境近くを走行しているという戦力的弱点に乗じ、ゲリラ戦による鉄道破壊などの威力謀略が研究されていた。そして、そのトンネル・鉄橋等を目標とした鉄道破壊には、白系ロシア人を含む謀略部隊を平素から訓練しておく必要があると考えられていた。
1936年末頃、関東軍第2課長（情報）河辺虎四郎大佐の発想により、白系ロシア人部隊の編成構想が具体化され、第2課山岡道武参謀とハルビン特務機関小野打寛少佐が部隊の創設業務を担当した。要員はザバイカル・コサック移民部落のある興安北省三河地方の一般軍事教育を終了した青年を中心として、その他ハルビン市民や旧東清鉄道南部の住民、脱走ソ連兵も少数含まれた。（松花江部隊、後述）

## 編成

### 松花江部隊
1937年6月、満州国治安部に属する部隊として白系ロシア人部隊が設立された。指揮官には浅野節満州国軍中校（のち上校）が任命され、通称「浅野部隊」（特にこの主力部隊は「松花江部隊」）と呼ばれた。ハルビン近郊の第二松花江鉄道橋の畔にあった旧ロシア軍兵舎を駐屯地とし、コサックを主とする騎兵2個連（中隊）より成った。幹部は日本人・ロシア人・満州人の混成で、覆面部隊としてその存在は秘匿された。表向きは満州国軍の一部隊として処理されたが、実際には関東軍ハルビン特務機関長の指揮を受けることになっていた。
浅野部隊の目的は関東軍の命令により平時・戦時問わずソ連領内に潜入し、スパイ工作・破壊工作などによってソ連を内部から崩壊させることにあった。隊員の教育訓練は潜入、偵察、破壊の謀略技術を主としており、例として鉄道・工場・軍事施設の爆破、列車の転覆、放火、ビラ散布、渡河などを訓練した。用語はロシア語を使用し、部隊は外部との交渉を遮断していた。隊員は、頭髪を長髪とし、隊内では満州国軍軍服を着用、外出の場合は軍服の着用が禁止された。そのほか謀略用資材として、現行ソ連軍と同様の軍服、ソ連紙幣、その他一切の携行品が動員用に用意されていた。1941年の編成表によれば、松花江の第1、第2連（騎兵）と横道河子の第3連（歩兵）の兵員数は約700名であった。

### 横道河子部隊
北満鉄道東部線ハルビン―牡丹江間にある横道河子（おうどうかし）付近には、北鉄接収以前から有力なロシア人森林警察隊があり、ハルビン特務機関の指導員が出て軍事訓練や謀略教育を行っていた。1941年の関東軍特種演習（関特演）を機会に改編、横道河子部隊（歩兵隊1個連）として満州国軍に編入され、松花江浅野部隊の兄弟部隊として関東軍情報部（旧ハルビン特務機関）の指揮下に置かれた。
横道河子では、歩兵隊編成後も引き続き、森林警察訓練所で白系森林警察隊員のほか、時々白系鉄道警護隊員を召集し、軍事訓練を実施していた。1944年、この森林警察訓練所の主力は横道河子歩兵隊と合同され、その編成は本部・通信排（小隊）1個・歩兵連（中隊）2個となった。

### 海拉爾部隊
西のハイラル（海拉爾）地区における三河付近はザバイカル・コサックの中心地として反共主義を掲げ、その結束も強かった。1941年の関特演の際には、白系露人事務局長アレクセイ・バクシェーエフ（元白衛軍中将）が、祖国復興を熱望する青年約100名を自主的に動員し関東軍に協力を申し出た。情報部ハイラル支部は威力謀略要員として、約3週間の特別教育を施した。ロシア内戦時にパルチザン隊を組織して戦ったコサック大尉I・A・ペシュコフを隊長とし、陸軍中野学校出身の久保盛太大尉と下士官1名が付いて指導を行った。ハイラル支部は情報部長の許可を得てこの隊をコサック警察予備隊とし、松花江の浅野部隊から馬を約80頭無償で保管転換を受け、兵器は日本軍から融通した。服装はザバイカル・コサックのズボンとルパシカ、軍帽を作り、1942年には兵舎が完成、軍旗も制定した。1943年、この警察隊も満州国軍に編入され、浅野部隊の別働隊（騎兵約1個連）となった。

## 活動
1939年夏に発生したノモンハン事件において、ハルビン特務機関はソ連・モンゴル軍の情報収集や対ソ蒙謀略工作をおこなうため、第1、第2野戦情報隊をノモンハンへ出動させた。この隊員は日本人工作員のほか、浅野部隊白系ロシア人、満州国軍人、脱走外蒙軍人で構成されていた。戦場では捕虜の取り調べ、無線機による敵情報の収集・報告、謀略工作等をおこなっていたが、ソ連軍戦車集団の激しい集中攻撃に巻き込まれ四散してしまった。
1941年、関東軍特種演習（関特演）が開始されると、日本人挺進隊、白系ロシア人部隊（浅野部隊）による威力謀略（挺進攻撃）準備が実行に移された。その構想は、満州北端黒河省の漠河、鴎浦各付近に選抜隊員を進出させて、隠密に偵察・訓練をおこなうとともに、弾爆薬・衣料など戦闘物資を集積し、態勢が整えばこの両地点からソ連軍軍服をまとい、国境を突破してマグダガチ、ルハロヴォ付近に進出してシベリア鉄道を遮断しようと企図したものであった。
8月中旬、漠河、鴎浦には村田武経少佐を始めとする中野学校出身の将校・下士官、その他工作員が派遣され、偽名を使い満州国国境警察隊員に身分を隠し、本隊進出の準備を進めた。また漠河には、日本人からなる特別挺進隊（長：在田良雄上尉、満軍日系軍官2、日系見習士官8）がいち早く進出した。1942年に入ると開拓義勇団から有能な訓練生10名が増派され、挺進隊もまた満州国警察官に偽装して村田少佐らの作業を援助しながら、時期の到来を待った。
浅野部隊主力は嫩江上流の甘河特殊移民部落（現ジャグダチ区付近）を基地として、全部隊の訓練を実施した。その中より選抜した会田正光上尉以下約40名は黒河、鴎浦を経由して、1941年12月までに漠河付近に進出、猛訓練を行いつつ待機した。浅野部隊長以下約120名は、同年9月江上輸送により鴎浦へ入った。
こうして挺進攻撃の準備は整ったが、結局対ソ戦は行われず、鴎浦部隊は1942年夏、漠河部隊は1943年6月頃、それぞれ原駐地に撤退帰還した。

## 改編と終焉
1944年9月、関東軍情報部長土居明夫少将は、当時の情勢上からできるだけ対ソ刺激を避けることを目的として、従来秘密部隊であった浅野部隊を一般部隊に切り替え、白系ロシア人青年の団体的訓練所たるものとするよう改編を行った。元コサック大佐ヤコフ・スミルノフを満州国軍上校に特別任用して隊長とした。スミルノフ上校以下、幹部全員が白系ロシア人軍官となり、情報部から中野学校出身の将校・下士官が教育・錬成・管理全般の指導顧問として派遣される仕組みとなった。兵士は一般満州国軍と同様に志願者から採用し、在営年限は9年半が標準とされた。部隊創設以来長く隊長だった浅野節上校は、ハルビンの情報部本部で、白系ロシア人部隊の運営・訓練に関する第4班の顧問となった。
1945年4月、関東軍総参謀長秦彦三郎中将は、内外の情勢に鑑み、対ソ緊急措置の一環として白系ロシア人部隊を解散するよう指示した。こうして6月上旬までに松花江主力部隊（当時の在隊兵員約250名）、海拉爾部隊（在隊兵員約150名）、横道河子部隊（在隊兵員約50名）および森林警察訓練所は、全部隊解隊された。その後は隊員の中で希望者をもって勤労団を組織し、情報部援助のもとで農耕や平和的建設作業等に振り向けることとなった。
同年8月、ソ連対日参戦にあたり、ハイラルではかつての海拉爾部隊の一部が集結して、白系コサック部隊としてソ連軍の背後で遊撃戦を展開しようと行動を起こしたが、連絡の不備と誤解した現地日本軍の攻撃を受け隊長以下がその犠牲となった。
8月15日、浅野上校のところへ、かつて浅野部隊の隊付幹部で特に信頼を寄せていたグルゲン・ナゴリャン（ナゴレン）少校が現れ、進駐してくるソ連軍本部へ同行するよう求めた。浅野上校は自室において青酸カリを飲み自決を図ったが、ナゴリャン少校に発見され、昏睡状態のままトラックでソ連軍司令部に運ばれていった。ナゴリャン少校は敗戦前からソ連軍と通諜しており、日系軍官の摘発に力を貸していた。このほかに松花江部隊長スミルノフ上校をはじめ、白系露人事務局幹部の中にもソ連の内通者がいたことが敗戦後判明している。